# Меди
Медите са едно от големите тракийски племена и името им се споменава често от античните писатели. Етническата принадлежност на племето не е безспорна. На базата на родословие от Апиан, в което родоначалникът на племето – Майдос, е изброен сред синовете на Илирий, се поддържа тезата за илирийския им произход, но това виждане е на ограничен кръг изследователи.
Областта, населявана от медите е наричана Медика. Според Александър Фол етнонимът меди е произлязъл от топонима Медика, който се споменава за първи път от Аристотел, но това е спорно, защото, медите са известни още от Тукидид.
Медите населявали средното поречие на река Стримон (днес Струма). Обитавали зоната между Кресненската и Рупелската теснина, заедно с левите и десните притоци, включително и долното течение на р. Струмешница. Според други изследователи територята на медите се простирала и на север в Благоевградската, Дупнишката и Кюстендилската котловини. Столицата им бил град Ямфорина, чието местоположение е неясно, макар да има предположения, че е бил някъде в Петричко-Санданското поле. Съществуват и предположения, че локазизацията му може да се търси около село Ямборано, Кюстендилско. Били войнствени и не се подчиняват на Одриското царство, а Ситалк признава тяхната независимост. Най-яркият представител на племето е Спартак. Той е известен гладиатор, а също така и организатор на най-голямото робско въстание в Римския свят. Някои изследователи предполагат родствена връзка на малоазийските витини с медите, тъй като едно от техните по-малките племена, преселило се от Балканите в Мала Азия, носи името медовитини. Те имали култ към виното, и извършвали ритуали и жертвоприношения в чест на бог Дионис.
Медите и синтите са споменати от Тукидид във връзка с похода на одриския владетел Ситалк срещу македонския владетел Пердика II (ок. 454/452 – 453 г.) през 429 г. пр. Хр.
Поради непосредственото си съседство с Антична Македония те играли известна роля в историята на македонската държава. След продължителна васална зависимост към това елинистично царство и последвала съпротива против римските легиони, на границата на Новата ера земите на медите са завладени от Римската империя. Южната част от територията на медите, намираща се между Кресна и Рупел, била трайно включена в състава на македонското царство от времето на Филип II, а в 148 г. пр.н.е. влязла и в римската провинция Македония, като именно тук се намирали и македонските колонии, основани от Филип и Александър. Северната част от територията на медите, остава през цялата елинистическа епоха извън границите на Македония, и по-късно, тя образува стратегията Медика в римската провинция Тракия. През 89 – 84 г. пр.н.е. по време на т. нар. Първа Митридатова война, медите нахлуват в Македония, плячкосават Додона и разрушават Делфи, като съюзници на Митридат VI. След това Луций Корнелий Сула опустошава земите им за отмъщение. Последно запазено съобщение за историята на племето се свързва с тракийските кампании на проконсула на Македония Марк Лициний Крас, през 28 г. пр.н.е., когато той сломява съпротивата им. Медите, както и останалите тракийски племена тогава, са подложени на продължителни процеси на романизация и елинизация, а по-късно и на християнизация и опустошителни варварски нашествия, като постепенно изгубват своята самобитност.